# نهائي دوري أبطال إفريقيا 2011
نهائي دوري أبطال أفريقيا 2011 سوف تكون المباراة النهائية من دوري أبطال أفريقيا.
سوف يلعب فريقي الوداد الرياضي من المغرب والترجي الرياضي من تونس في هذه المباراة لتحديد من سيتأهل لكأس العالم للأندية 2011. سيتأهل الفائز للمشاركة في ربع نهائي كأس العالم للأندية في اليابان وأيضا لكأس السوبر الأفريقي 2012.

## تفاصيل المباراتين
سيلعب النهائي بنظام الإياب والذهاب يتحدد الفائز حين تجمع نتيجتي المبارتين. إذا كان الفريقين متعادلين سيتم تطبيق قانون الأهداف خارج القواعد، وإذا لا يزال التعادل هو سيد الموقف سينتقل الفريقين لركلات الترجيح (لن يتم لعب وقت إصافي حينها).

### المواجهة الأولى
| الوداد الرياضي | 0 – 0 | الترجي الرياضي |
| -------------- | ----- | -------------- |
|                |       |                |

### المواجهة الثانية
| الترجي الرياضي | 1 - 0 | الوداد الرياضي |
| -------------- | ----- | -------------- |
|                |       |                |

## وصلات خارجية
- دوري أبطال أفريقيا 2011